# Colegiata de Santa María del Campo
La colegiata de Santa María del Campo es un templo cristiano situado en el casco antiguo de La Coruña (Galicia, España). En 1931 fue declarada Bien de Interés Cultural.

## Características
El templo es de origen románico tardío, con planta basilical de tres naves y un ábside en la cabecera. También tiene algunas influencias góticas posteriores. Son de gran importancia la portada principal y su tímpano. Se cree que fue construido en el siglo XII (existiendo ya en 1150).

## Historia
La capilla se levantó en su mayor parte con las limosnas, dándole Alfonso X el privilegio de parroquia en 1256. En 1302 se acometió su primera ampliación, la construcción de sus tres naves, cuyo trabajo finalizó en 1317. Fue erigida colegiata en 1441 por una bula papal confirmada por Eugenio IV el 13 de abril de 1443, a instancias del arzobispo de Santiago, don Lope de Mendoza.
Hacia 1695 Mariana de Neoburgo donó a este templo una espectacular custodia de plata sobredorada, que aún hoy se conserva allí, en un espacio habilitado como museo . Es obra del orfebre de Augsburgo Johann Joachim Lutz I, autor igualmente de otra custodia muy similar conservada en Amorebieta-Etxano (Vizcaya) y que llegó por donación de Carlos II.  
La apariencia actual del templo se configura en 1889, año en que Juan de Ciórraga inició unos trabajos que quedarían sin terminar. Con esta obra se ampliaron los tres tramos de la nave, se adelantó la portada, se trasladó el coro y se ejecutó la nueva fachada, pues la vieja fue derruida. En el siglo XX se realizaron dos nuevas reformas, la primera supervisada en 1946 por los arquitectos Sorolla y Menéndez-Pidal; la última restauración hasta la fecha data de 1980.